# Ammothella
Ammothella – rodzaj kikutnic z rodziny Ammotheidae.
Ciało smuklejsze niż u Achelia czy Tanastylum, zwykle opatrzone długimi szczecinami i wysokimi guzkami. Chelae szczątkowe. Miejsce osadzenia długich, trójczłonowych cheliforów w pełni widoczne. Nogogłaszczki zbudowane z dziewięciu członów. Ryjek gruszkowaty. Segmenty tułowia bez rozjaśnionych, tylnych obręczy. Wyrostki boczne odnóży rozsunięte od siebie o co najmniej połowę szerokości. Owigery o członie drugim niedłuższym niż czwarty. Propodus wyposażony w pazurki boczne i duże, obcasowate kolce. Odwłok długi.
Do rodzaju tego należą 42 opisane gatunki:
- Ammothella alcalai Child, 1988
- Ammothella appendiculata (Dohrn, 1881)
- Ammothella biunguiculata (Dohrn, 1881)
- Ammothella cymosa Nakamura & Child, 1983
- Ammothella dawsoni Child & Hedgpeth, 1971
- Ammothella elegantula Stock, 1968
- Ammothella exornata Stock, 1975
- Ammothella fistella Lee & Arango, 2003
- Ammothella gertrudae Müller & Krapp, 2009
- Ammothella gibraltarensis Munilla, 1993
- Ammothella hedgpethi Fage, 1953
- Ammothella heterosetosa Hilton, 1942
- Ammothella indica Stock, 1954
- Ammothella longioculata (Faraggiana, 1940)
- Ammothella longipes (Hodge, 1864)
- Ammothella marcusi Hedgpeth, 1948
- Ammothella menziesi Hedgpeth, 1951
- Ammothella monotuberculata Hong & Kim, 1987
- Ammothella nimia Stock, 1991
- Ammothella omanensis Stock, 1992
- Ammothella ovalis Stock, 1994
- Ammothella pacifica Hilton, 1942
- Ammothella panamensis Child, 2004
- Ammothella paradisiaca Loman, 1923
- Ammothella pilosa Losina-Losinsky, 1961
- Ammothella prolixa Child, 1990
- Ammothella rostrata Losina-Losinsky, 1961
- Ammothella rotundata Child, 1988
- Ammothella rugulosa Verrill, 1900
- Ammothella schmitti Child, 1970
- Ammothella setacea (Helfer, 1938)
- Ammothella setosa Hilton, 1942
- Ammothella spinifera Cole, 1904
- Ammothella stauromata Child, 1982
- Ammothella stocki Clark, 1963
- Ammothella symbia Child, 1979
- Ammothella thetidis Clark, 1963
- Ammothella tippula Child, 1983
- Ammothella tuberculata Cole, 1904
- Ammothella tubicen Stock, 1978
- Ammothella uniunguiculata (Dohrn, 1881)
- Ammothella vanninii Stock, 1982